# 森山茂和
森山 茂和（もりやま しげかず、1951年11月6日 - ）は、競技麻雀のプロ雀士。日本プロ麻雀連盟第3代会長。同団体内での段位は九段。また同団体公認のオンライン麻雀「龍龍」の運営会社である有限会社麻雀ネットワークサービスの運営責任者である。

## 来歴
山口県小野田市（現：山陽小野田市）に5人きょうだいの末っ子として生まれる。専修大学進学後の18歳で麻雀を覚える。
大学卒業後に実家に戻り家業の玩具店を手伝うものの、麻雀熱が冷めることはなく、1977年・25歳の時に麻雀プロとなるべく上京。この当時は麻雀プロ団体というものは存在せず、新聞や専門誌に登場した“誌上プロ”を麻雀プロと呼んでいた時代で、誌上プロのレベルと自分の実力を比べて『だったら俺がプロになってやろう』と志願しての上京であった。上京後、「ミスター麻雀」こと小島武夫と出会い、1981年に小島らが立ち上げた日本プロ麻雀連盟に参加。同年王位を獲得する。
2013年、長きに亘って日本プロ麻雀連盟会長を務めた灘麻太郎の後任として日本プロ麻雀連盟会長に就任。「麻雀プロが食える世界」を目指し、新たなタイトル戦として麻雀マスターズやプロクイーン決定戦を企画。さらにファン層の拡大を狙って麻雀対局配信にも力を注いだほか、コナミからオンライン麻雀「麻雀格闘倶楽部」の推薦の依頼を受けた際に、プロ雀士が実際に参戦する企画を行い、麻雀格闘倶楽部2からプロ雀士が参戦するようになった。
指導や運営業務など多忙であるため、現在は連盟最高峰のリーグ戦である鳳凰戦には参加していない。ただし、モンド麻雀プロリーグへの参戦は続けているほか、2025年に行われた第4回リーチ麻雀世界選手権（世界麻雀TOKYO2025）では「Over60日本代表」のメンバーとなった。

## 雀風・挿話
- 手役を重視し、最終形でリーチをかける、高い打点を好む典型的なファイター型。逆境でも最後まで諦めずに手役を仕上げて逆転を見せる熱血漢ぶりから「闘将森山」や「手役アーティスト」の異名を持つ[1][4][7]。好きな手役はメンホン・メンチン・三色同順[1]。
- 基本的には常に強打するスタイルなのも特徴で、特にリーチやツモった時にはかなり派手に強打する事でも知られる。特に気合いの入ったリーチの際には、捨て牌の山を左手で押さえながら右手でリーチ牌をぶつける、「アトミックリーチ」と呼ばれる独特のアクションで知られている[10][11]。
- 連盟創設以来「雀力（麻雀力）あってこそ麻雀プロ」と考えており、連盟公式ルールが一発・裏ドラ・赤牌を採用しないルールを取っていることについて、「運だけの和了や浅い打ち方をできる限り排除するため」とした上で、「そうした厳しいルールの中で何とか役を作ろう、高打点を目指そうと自分なりに開拓していくことでおのずと雀力がついてくる」と述べている[7]。一方で麻雀を楽しむという観点から一発裏ドラありのWRCルールを導入した大会も行っているが、「楽しむ観点のその先に行った時のため」に一発裏ドラなしの連盟ルールを残していると述べている[12]。
- 連盟の会長を務めた小島武夫や灘麻太郎については、彼らが培ってきた麻雀を受け継ぎたいとしつつも、小島や灘が一日12時間麻雀を打つ生活を20年間毎日行ってきたことを念頭に「小島、灘のような打ち手は、今後絶対に出てきません」と断言している[12]。
- AIを活用する雀士が増えてきたことについて、目に見えるところだけで戦うのであればAIに学習させれば効率のいい切り方を教えてくれるだろうとした上で「でも味のある切り方は（AIには）できないはず。味のある切り方ができてこそプロの存在価値につながると思う」と述べている[4]。

## 著書
- 麻雀超脳力―勝ち組になるために （森山茂和:監修、日本プロ麻雀連盟：編集）（2002年12月1日、徳間文庫）ISBN 978-4198918149
- 森山茂和の麻雀 キミも勝ち組になれる（2003年6月14日、毎日コミュニケーションズ）ISBN 978-4839911386
- 麻雀 プロはこう読む テンパイ推理からツキの状態まで（2013年5月22日、ベスト麻雀文庫）ISBN 978-4584393277

## タイトル
- 最強位 (第12期)
- モンド21杯 (第6回)
- 王位 (第9期)
- 天空麻雀 (第3回・第6回・第7回・第12回・第13回・第16回)

## 出演

### 映画
- 麻雀最強戦 the movie（2022年11月18日公開、マグネタイズ）監督:原澤遊風[13]

### オリジナルビデオ
- 兎USAGI～野性の闘牌～（2013年2月15日、ジーピー・ミュージアム）監督:薬師寺光幸[14]

### テレビ
- モンド21麻雀プロリーグ（MONDO TV）
- 天空麻雀（エンタメ～テレ）

## 作品

### 一般DVD
- プロ麻雀リーグ テクニック編（2005年3月30日、エイベックス）
- プロ麻雀リーグ プロが選ぶ一局編（2005年3月30日、エイベックス）

### 注記
1. ↑  1976年に創設されたタイトル戦の「最高位戦」は当初竹書房の麻雀専門誌「近代麻雀」（現存する漫画雑誌とは別）が主催する大会で、後に同タイトルの主催となる最高位戦日本プロ麻雀協会が麻雀プロ団体として成立するのは1985年のことである[5]。